# Priscilla Band
Priscilla Band es un grupo musical que comenzó su andadura en 2010, cuando se consolida con la formación actual. 

## Trayectoria
Tras la publicación de su primer LP Olor A Fonk en 2012 bajo su propio sello Priscifunktoría, comienzan una gira de más de 60 conciertos por todo el Estado.
En abril de 2014 entran a grabar su segundo LP “XAlala Kale”en los estudios FUNKAMEBA de Madrid bajo la atenta supervisión de Santi Martín. Un disco old school grabado íntegramente en analógico. Nueve temas de auténtico deep funk.
Gracias al Olor a Fonk Tour han sido finalistas de grandes concursos como el Villa de Bilbao, Euskaltel o ImaginaFunk, y han aparecido en importantes medios de comunicación tanto locales como estatales, recibiendo muy buenas críticas. Priscilla Band es una banda de Funk, integrada por nueve músicos que derrochan energía a raudales en el escenario Lo viven y creen fielmente en este estilo, con la única pretensión de hacer bailar y agitar a los asistentes en cada concierto.

## Discografía
- Olor a Fonk, Priscifunktoria 2012 LP
- Xalala Kale, Priscifunktoria 2014 LP